# 下松山村
下松山村（しもまつやまむら）は、島根県那賀郡にあった村。現在の江津市の一部にあたる。

## 地理
- 河川：江川[1]、太田川[1]
- 山岳：室上山[2]

## 歴史
- 1889年（明治22年）4月1日、町村制の施行により、那賀郡上河戸村、下河戸村、八神村、太田村が合併して村制施行し、下松山村が発足[3][4]。
- 1934年（昭和9年）4月1日 - 那賀郡松山村と合併して松川村が新設され廃止[3][4]。